# Эдвардс, Сиденем
Сиденем Тист Эдвардс (англ. Sydenham Teast Edwards или Sydenham Edwards, 1769 — 8 февраля 1819) — британский ботаник и художник (мастер ботанической иллюстрации и изображения животных).

## Биография
Сиденем Тист Эдвардс родился, предположительно, в 1769 году в Монмутшире. Возможно также, что он родился в 1768 году. 
У Эдвардса был рано проявившийся талант к рисованию, и когда ему было только 11 лет, он копировал изображения из книги «Flora Londinensis» для собственного удовольствия. Некий мистер Денман увидел некоторые работы Эдвардса. Будучи другом Уильяма Кёртиса, издателя ботанических работ и основателя Curtis's Botanical Magazine, Денман говорил с Кёртисом о мальчике. Кёртис начал обучать Эдвардса ботанике и ботанической иллюстрации.
Иллюстрации Эдвардса оказались чрезвычайно популярными. Сиденем Тист Эдвардс был первым художником с полным рабочим днём, который работал Curtis's Botanical Magazine. Он был главным художником этого журнала в течение 27 лет, пока, после разногласия в 1815 году с Джоном Симсом, преемником Кёртиса, он не основал свой собственный журнал, Botanical Register. Эдвардс был членом Лондонского Линнеевского общества. 
Сиденем Тист Эдвардс умер 8 февраля 1819 года. 

## Научная деятельность
Сиденем Тист Эдвардс специализировался на семенных растениях.  

## Ботанические и зоологические иллюстрации Эдвардса
- Nicotiana persica Lindl.
- Indigofera dosua Buch.-Ham. ex D.Don
- Coburgia versicolor Herb.
- Canis variegatus Harlequin Dane
- Anodorhynchus hyacinthinus